# La guerra per il Mezzogiorno
La guerra per il Mezzogiorno. Italiani, borbonici e briganti 1860-1870 è un libro dello storico e scrittore Carmine Pinto.

L'autore espone un quadro complessivo del brigantaggio postunitario, di cui ricostruisce tutte le componenti fondamentali, ordinandole ed inserendole in un contesto storico e politico.

## Contenuto
Il libro è diviso in 10 capitoli:
- Rivoluzione nazionale e crisi di regime
- Unificazione italiana e controrivoluzione borbonica
- Il Mezzogiorno diviso
- La guerra per Napoli
- La crisi del 1862
- Guerra di idee
- Guerra di combattenti
- Guerra di civili
- Guerra della nazione
- Epilogo. Vincitori e vinti

Il testo racconta la guerra sviluppatasi dopo l'Unità d'Italia nel 1861, che continuò negli anni successivi come conflitto civile e nazionale tra opposti progetti di stato e di patria. Si analizza un conflitto asimmetrico che vide il nuovo Stato Italiano contro i borbonici e le bande dei briganti delle province napoletane, entrambi sostenuti da una vasta schiera di alleati nella penisola ed in Europa: nazioni, intellettuali, gruppi politici, istituzioni religiose.

## Edizioni
- Carmine Pinto, La guerra per il Mezzogiorno, Editori Laterza, 2019,  pp. 512, 10 capitoli, ISBN 9788858135310.